# 阿西夫·曼迪維
阿西夫·哈基姆·曼迪维（英语：Aasif Hakim Mandviwala，1966年3月5日—），常称阿西夫·曼迪维（Aasif Mandvi），印度裔美国人、演员和喜剧演员。曼迪维2006年8月9日起加入了美国夜间脱口秀节目乔恩·斯图尔特每日秀的记者团队，作为一名特约记者，他偶尔会参与每日秀的节目录制。2007年3月12日，他晋升为正式记者。

## 早年生活
阿西夫·曼迪维在印度孟买出生，他的家庭信奉伊斯兰教。在他一岁多的时候，他们全家搬到了英国英格兰的布拉德福德，他的父亲在那经营一家便利店，他母亲则是一位护士。 尽管曼迪维被认为是一个“工薪阶层的孩子”，他还是入读了伍德豪斯格罗夫学校。他的父亲对撒切尔夫人治下的英国深感失望，于是在曼迪维16岁的时候，他们举家依据到了美国佛罗里达州的坦帕市。

## 职业生涯

### 早年工作
在南佛罗里达大学的戏剧系毕业后，曼迪维在迪斯尼-米高梅影城沃尔特迪斯尼世界度假区当一名演员。 后来，他搬到纽约市，开始参与外百老汇音乐剧的演出。在此期间，他还在牛仔与印度乐队中活跃。在此期间，他主演的广受好评的独角戏萨金娜的餐厅为他赢得了奥比奖。
在百老汇，曼迪维以阿尔·哈基姆的身份参与了崔佛·纳恩Trevor Nunn导演的音乐剧俄克拉荷马！的表演。 他也在托尼·库什纳导演的宅男/喀布尔中演出。他在百老汇戏剧爱因斯坦的礼物中扮演弗里茨·哈伯。
曼迪维在威廉斯敦戏剧节的汤姆·斯托帕德的戏剧晕旋转台中扮演梅尔基奥尔。2012年曼迪维领衔主演的戏剧名誉扫地在林肯中心剧院上演。该剧参与了2013年普利策戏剧奖的提名。

### 电视角色
曼迪维的电视首秀是在迈阿密风云中扮演一名门卫。从那时起，他便出现在许多电视节目上：仁心仁术、黑道家族、欲望都市、CSI犯罪现场、监狱风云、贝德福德日记、核爆危机、危机四伏，还有各种版本的法律与秩序。2011年，他还录制了塔可钟的广告。

### 電影角色
曼迪维在電影實習大叔飾演Google主管。
曼迪维在蜘蛛俠2飾演薄餅店老闆阿齊茲先生

### 慈善工作
曼迪维长期资助多个慈善组织，如在巴基斯坦洪水时举办过慈善活动救济巴基斯坦 (Relief 4 Pakistan)。在2010年，他主持了“为宗教自由挺身而出”喜剧为慈善组织筹集资金。在2010年海地地震后，他与另一名每日秀记者怀亚特·西奈克在柯南·奥布莱恩主持的我与柯南在一起 (I'm with Coco)表演，为灾区募捐善款。他同时也是美国子宫内膜异位症基金会的支持者。